# Megaselia curtissima
Megaselia curtissima är en tvåvingeart som beskrevs av Rudolf Beyer 1967. Megaselia curtissima ingår i släktet Megaselia och familjen puckelflugor. Inga underarter finns listade i Catalogue of Life.